# De Standaard
|  | No s'ha de confondre amb el diari austríac Der Standard. |

De Standaard és un diari de centredreta de Bèlgica editat en neerlandès que va crear-se el 1918. Té una edició impresa i des del 1997 una versió en línia.
Als principis era un diari catòlic ultramuntà i portaveu del moviment flamenc. Inicialment, arborava el lema Flamenc, sempre parli la teva llengua a la portada, que el 27 de setembre del 1919 va reemplaçar per l'acrònim AVV-VVK tipografiat en forma de creu amb una V central, el que significa «Tot per a Flandes, Flandes per a Crist», eslògan del moviment flamenc catòlic. L'1 d'octubre del 1999, la redacció va decidir abandonar aquesta tradició, en adaptar-se a l'evolució de la societat belga vers un major pluralisme, a la qual l'estricta observança d'una línia ideològica havia esdevingut fora de moda i contraproductiva, tal com el diari competidor De Morgen va trencar també els seus lligams amb el partit socialista.
Seccions i suplements
- De Standaard der Letteren (L'Estandard de les Lletres), suplement literari del divendres
- DS2, dS Weekblad i dS Magazine (dissabte)